# ألالاخ
ألالاخ (تل العطشانة اليوم) هي عاصمة مملكة موكيش في العصر البرونزي (3300- 1200 ق.م) والعصر الحديدي (1200- 539 ق.م) تقع عند مجرى نهر العاصي الأسفل قرب مدينة أنطاكية في منطقة سهل العمق تم التعرف عليها من خلال تمثال الملك إِدريميّ الذي حكم ثلاثين عامًا تقريبًا (نحو سنة 1500 ق.م) وأمر بتدوين سيرة حياته الذاتية على تمثاله الذي عثر عليه محطمًا عام 1939 م في معبد مدينة ألالاخ حيث يبدو الملك رجلًا طاعنًا في السن متربعًا على عرشه.

## الموقع
تقع عند مجرى نهر العاصي الأسفل قرب مدينة أنطاكية في منطقة سهل العمق في لواء إسكندرون.

## التنقيب
قادت أعمال التنقيب التي بدأها البريطاني (بالإنجليزية: Sir Charles Leonard Woolley)‏ في العام 1935 م إلى تحديد أربعة عشرة سوية أثرية، تبدأ بالعصر الحجري النحاسي (3400- 3100 ق.م) لتصل إلى بدايات العصر الحديدي (1200- 539 ق.م)، كما أمدنا اكتشاف تمثال الملك إِدريميّ الذي حكم ثلاثين عامًا تقريبًا (نحو سنة 1500 ق.م) بمعلومات وفيرة، ومنذ العام 2003 م تتابع بعثة أثرية من جامعة شيكاغو لأعمال التنقيب

## تاريخ
كانت ألالاخ في أغلب أوقاتها تابعة للمملكة الميتانية أو لمملكة يمحاض التي عاصمتها حلب، وقد كان لأمر الملك إِدريمي بتدوين سيرة حياته الذاتية على تمثاله الذي عثر عليه محطمًا عام 1939 م في معبد مدينة ألالاخ، أهمية كبيرة فمن الكتابة الأكادية التي تشغل معظم واجهة التمثال الأمامية وتتألف من 104 أسطر. وهي أول سيرة ذاتية لملك في تاريخ الشرق القديم يتحدث فيها عن حياته بالتفصيل. يكمن استخلاص أنه حكم بلاد موكيش وكان معاصرًا للملك الحوري - الميتاني باراتارنا (Parattarna) وللملك بيليا (Pillya) ملك دولة كيزواتنا (Kizzuwatna) الواقعة في جنوب غربي الأناضول. وفي هذه المدة كان الصراع على أشده بين الدولتين المتنافستين الميتانية والحثية.
عندما أطيح بالملك والد إِدريمي إِثر ثورة قامت عليه هرب إِدريمي مع الأسرة المالكة إِلى أخواله في إيمار (مسكنة حاليا)، ومن هناك اتجه بمفرده إِلى الساحل السوري، ونزل لاجئًا عند قبائل الخابيرو (عبيرو)، وبقي هناك سبع سنوات. بعد ذلك عاد إِلى شمال غربي سورية، واستقر في مقاطعة موكيش بالقرب من جبل الأقرع.
ومن عاصمته ألالاخ استطاع إِدريمي أن يبسط نفوذه على منطقة واسعة تمتد من الساحل السوري إِلى حلب، ومن كيزواتنا إِلى أوغاريت بالقرب من اللاذقية، إِضافة إِلى سهل الغاب. ثم يتحدث إِدريمي في سيرته الذاتية عن إِنجازاته بعد الحملة، وهي تجديد القصر الملكي وتنظيم العلاقات بين البدو وإِصلاح الحصون الدفاعية ووضع ترتيبات جديدة تخص الأعياد والشعائر الدينية التي كلف ابنه أدد نيراري (Adad- Nirari) مهمة تنفيذها. والغريب في الأمر أن وثائق الطبقة الرابعة من ألالاخ لا تذكر أدد نيراري خلفًا لوالده وإِنما تذكر اسم ابن آخر يدعى نيقم إبا (Niqm epa) الذي استعمل خاتم والده إِلى جانب خاتم الأسرة المالكة.

## حديقة آثارية
نفذ مشروع حديقة آثارية في تل طعينات من عام 2012 إلى عام 2016 شملت أيضًا تل العطشانة (ألالاخ) على بعد كيلومتر واحد. و تم استكمال المجمع بمركز الزوار مع متحف وكذلك غرف للبحث والأرشفة.